# Inglés Técnico Simplificado
ASD-STE100 El inglés técnico simplificado (Simplified Technical English o STE, en inglés) es un estándar internacional para escribir documentación técnica en un lenguaje controlado basado en el inglés. 
El STE como lenguaje controlado se desarrolló a principios de los años 80 (como AECMA Simplified English) para que las personas que hablan inglés como segunda lengua pudieran entender mejor los manuales técnicos escritos en inglés. En sus inicios, se utilizaba sobre todo para la documentación de mantenimiento de aeronaves civiles. Posteriormente, se convirtió en un requisito para los proyectos de defensa, incluidos los vehículos terrestres y marítimos. Hoy en día, muchos manuales técnicos y de mantenimiento se escriben en STE en una amplia variedad de industrias. La edición actual del estándar de STE, publicada en enero de 2025, consta de 53 reglas de escritura y un diccionario de aproximadamente 900 palabras aprobadas.

## Historia
Los primeros intentos de crear una forma de inglés controlado se hicieron a principios de 1930 y 1970 con Basic English y Caterpillar Fundamental English.
En 1979, la documentación aeroespacial se escribía en inglés americano (Boeing, Douglas, Lockheed, etc.), en inglés británico (Hawker Siddeley, British Aircraft Corporation, etc.)  y por compañías cuyo idioma nativo no era el inglés (Fokker, Aeritalia, Aerospatiale, y algunas de las empresas que formaban parte de Airbus en ese momento). También había aerolíneas europeas que tenían que traducir parte de su documentación de mantenimiento a otros idiomas para sus mecánicos locales.
Esto llevó a que la industria de aerolíneas europeas se dirigiera a AECMA (Asociación Europea de Industrias Aeroespaciales) para solicitar a los fabricantes que investigaran la posibilidad de usar una forma controlada del idioma inglés. En 1983, después de una investigación sobre los diferentes tipos de lenguajes controlados que existían en otras industrias, AECMA decidió crear su propio inglés controlado. La AIA (Asociación de Industrias Aeroespaciales de América) también fue invitada a participar en este proyecto.
El resultado de este trabajo colaborativo fue la publicación del documento de AECMA, PSC-85-16598, conocido como AECMA Simplified English Guide (Guía de Inglés Simplificado de AECMA), en 1986.  Posteriormente, se publicaron varios cambios, ediciones y revisiones hasta la edición actual (la edición 9). Así, el STE evolucionó de Guía a Especificación. Con la edición 9, ha pasado a ser un Estándar Internacional. Este cambio de denominación (el subtítulo del documento es "estándar para la documentación técnica") no es una mera reclasificación, sino un paso significativo que refuerza la aplicabilidad global del STE.
Después de la fusión de AECMA con otras dos asociaciones para formar la "Asociación de Industrias Aeroespaciales, de Seguridad y Defensa de Europa" (ASD, por sus siglas en inglés) en 2004, el documento fue renombrado como ASD Simplified Technical English, Specification ASD-STE100. 
El mantenimiento y la actualización de este estándar está a cargo del grupo Simplified Technical English Maintenance Group  (STEMG, por sus siglas en inglés), un grupo de trabajo que se formó en 1983 y que responde a la ASD.
Los derechos de autor de ASD-STE100 pertenecen a la ASD.
Debido a la naturaleza siempre evolutiva de la tecnología y el lenguaje técnico, el STEMG también se basa en los comentarios de los usuarios para sugerir cambios y actualizaciones. A partir de la edición número 6 en 2013, el estándar pasó a ser gratuito. A lo largo de los años, se han distribuido más de 18,981 ejemplares oficiales de las ediciones 6, 7,  y 8. Desde la publicación de la edición 9 en enero de 2025, se han distribuido más de 1000 ejemplares oficiales (cifra actualizada a marzo de 2025). Normalmente, se publica una nueva edición cada tres años.
Se puede solicitar una copia oficial gratuita del estándar ASD-STE100 a través del sitio web ASD-STE100 y a través de ASD.

## Beneficios
Los beneficios del inglés técnico son los siguientes:
- Reduce la ambigüedad, eliminando las barreras lingüísticas.

- Mejora la claridad de la escritura técnica, especialmente la de procedimientos.[7]

- Mejora la comprensión del texto por parte de las personas cuya lengua materna no es el inglés.
- Hace que la traducción humana sea más fácil, rápida y rentable.
- Facilita la traducción asistida por ordenador y la traducción automática.
- Mejora la fiabilidad de los procedimientos de mantenimiento y montaje, pues minimiza la probabilidad de cometer errores o de que se generen riesgos relacionados con factores humanos.

## Estructura del estándar
El estándar ASD-STE100 se compone de dos partes:
1. Reglas de escritura
2. El diccionario

### Reglas de escritura
Las reglas de escritura distinguen entre dos tipos de textos: el procedimental y el descriptivo. Las reglas también cubren aspectos gramaticales y de estilo. La siguiente es una lista no exhaustiva de las reglas de escritura:
- Utilizar sólo las palabras aprobadas en el diccionario y sólo en la categoría gramatical y significado indicados en el diccionario.
- Dar instrucciones lo más claras y específicas posible.
- No incluir grupos nominales de más de tres palabras.
- Utilizar la forma verbal aprobada para construir únicamente los siguientes tiempos verbales:

- El infinitivo
- El imperativo
- El presente simple
- El pasado simple
- El pasado participio (sólo como adjetivo)
- El futuro.
- No usar verbos modales para formar estructuras verbales complejas.
- Usar la terminación “-ing” para las formas verbales sólo como un sustantivo técnico o como modificador de un sustantivo técnico.
- No usar la voz pasiva en textos procedimentales.
- Usar la voz activa. En textos descriptivos, se puede usar la voz pasiva cuando se desconozca el agente.
- Escribir oraciones cortas: no más de 20 palabras en instrucciones (procedimientos) y no más de 25 en textos descriptivos.
- No omitir elementos de la oración (por ejemplo, verbo, sujeto, artículos) para acortar el texto.
- Usar listas verticales para organizar un texto complejo.
- Escribir una instrucción por frase.
- No incluir más de un tema por párrafo.
- No escribir más de 6 oraciones por cada párrafo.
- Empezar las instrucciones y avisos de seguridad con una orden, o con una condición, directa y clara.

### Diccionario
La siguiente tabla es un extracto de una página del diccionario ASD-STE100:
| Word (Part of speech) | Approved meaning/ ALTERNATIVES              | STE EXAMPLE                                                                   | Non-STE example                                                 |
| --------------------- | ------------------------------------------- | ----------------------------------------------------------------------------- | --------------------------------------------------------------- |
| acceptance (n)        | ACCEPT (v)                                  | BEFORE YOU ACCEPT THE UNIT, DO THE SPECIFIED TEST PROCEDURE.                  | Before acceptance of unit, do the specified test procedure.     |
| ACCESS (n)            | The ability to go into or near.             | GET ACCESS TO THE ACCUMULATOR FOR THE No. 1 HYDRAULIC SYSTEM.                 |                                                                 |
| accessible (adj)      | ACCESS (n)                                  | TURN THE COVER UNTIL YOU CAN GET ACCESS TO THE JACKS THAT HAVE + AND - MARKS. | Rotate the cover until the jacks marked + and - are accessible. |
| ACCIDENT (n)          | An occurrence that causes injury or damage. | TO PREVENT ACCIDENTS, MAKE SURE THAT THE PINS ARE INSTALLED.                  |                                                                 |

Explicación de las cuatro columnas:
Word (part of speech) - Palabra (categoría gramatical) Esta columna nos muestra información acerca de la palabra y su categoría gramatical. Cada palabra aprobada en STE está admitida sólo con su categoría gramatical específica. Por ejemplo, la palabra “test” está admitida sólo como sustantivo “the test” (la prueba) y no como verbo “to test” (probar). Hay muy pocas excepciones a la norma “una palabra, una categoría gramatical, un significado”.
Approved meaning/ALTERNATIVES - (Significado aprobado/ALTERNATIVAS) Esta columna nos muestra el significado único (o su definición) de una palabra aprobada en STE. En el ejemplo, "ACCESS" y "ACCIDENT" son palabras aprobadas (están escritas en mayúsculas). La palabra aprobada podrá utilizarse únicamente con el significado que se indica en el diccionario y no con otra definición. Si el autor necesita comunicar otra definición, deberá usar una palabra alternativa. En esta columna también se muestran palabras alternativas para sustituir las palabras que no están aprobadas (como es el caso de “acceptance” y “accessible”, escritas en minúsculas en el ejemplo de la tabla). Estas alternativas aparecen en mayúsculas y son sólo sugerencias. Es posible que una de estas sugerencias tenga otra categoría gramatical. Por lo general, la primera alternativa sugerida tiene la misma categoría gramatical que la palabra no aprobada.
Nota: El texto de las definiciones no está escrito en STE.
STE EXAMPLE (EJEMPLO EN STE) - Esta columna muestra cómo utilizar la palabra aprobada, o cómo utilizar la alternativa aprobada (normalmente una sustitución “palabra por palabra”). También muestra cómo utilizar una construcción gramatical diferente y mantener el mismo significado. No es obligatorio seguir la redacción que figura en los ejemplos aprobados, pues sólo es un ejemplo de cómo escribir la misma información con palabras aprobadas. Con frecuencia se pueden utilizar diferentes construcciones con otras palabras aprobadas para decir lo mismo.
Non-STE example (Ejemplo no aprobado) - Esta columna (texto en minúsculas) ofrece ejemplos que muestran cómo se utiliza la palabra no aprobada en la escritura técnica estándar. Los ejemplos también ayudan a comprender cómo se pueden utilizar las alternativas aprobadas o construcciones diferentes para dar la misma información. Para las palabras aprobadas, esta columna está vacía, a menos que haya un símbolo de ayuda (bombilla) relacionado con otros significados o restricciones.
El diccionario incluye entradas de palabras aprobadas y no aprobadas. Las palabras aprobadas sólo pueden utilizarse según su significado especificado. Por ejemplo, la palabra “close” (verbo) sólo puede utilizarse con uno de estos dos significados:
1. Juntar o colocar en una posición que detenga o impida la entrada o salida de materiales
2. Operar un disyuntor para hacer un circuito eléctrico

El verbo puede expresar to close a door (cerrar una puerta) o to close a circuit (cerrar un circuito), pero no puede utilizarse con otras connotaciones (por ejemplo, to close the meeting (concluir la reunión) o to close a business (cerrar un negocio). La palabra “close” (cerca) como adjetivo aparece en el diccionario como palabra no aprobada con la alternativa aprobada “NEAR” (cerca). Así pues, el STE no permite do not go close to the landing gear (no se acerque al tren de aterrizaje), pero permite do not go near the landing gear. Además del vocabulario general de STE que figura en el diccionario, la Sección 1, Words (Palabras), ofrece directrices específicas para el uso de sustantivos técnicos y verbos técnicos que los autores necesitan para describir información técnica. Por ejemplo, palabras, grupos nominales o verbos, tales como grease, discoloration, propeller, aural warning system, overhead panel, to ream, y to drill no aparecen en el diccionario, pero se consideran términos aprobados de acuerdo con la Sección 1 de la Parte 1 (específicamente, las reglas de escritura 1.5 y 1.12).

## Estándar aeroespacial y de defensa
El Inglés Técnico Simplificado se utiliza a veces como un término genérico de lenguaje controlado. El estándar aeroespacial y de defensa comenzó como un estándar de escritura regulada por la industria para la documentación de mantenimiento aeroespacial, pero se ha convertido en un requisito para un número cada vez mayor de vehículos terrestres y marítimos, así como para programas de armamento. Aunque en un principio no estaba pensado como un estándar de escritura, ha sido adoptado con éxito por otros sectores industriales y para una amplia variedad de tipos de documentos. El Plain English del Gobierno estadounidense carece de las estrictas restricciones de vocabulario del estándar aeroespacial, pero representa un intento por estandarizar una escritura más general.
El estándar ASD-STE100 comprende un conjunto de restricciones gramaticales y de estilo para textos procedimentales y descriptivos (53 reglas de escritura). Incluye también un diccionario de aproximadamente 860 palabras aprobadas. Los autores disponen de algunas directrices para utilizar nombres técnicos y verbos técnicos en su documentación (sólo si estos términos pueden clasificarse en una lista de categorías bien definidas).
Desde 1986, el STE ha sido un requisito de la Especificación ATA i2200 (antes ATA100) y ATA104 (capacitación/formación). El STE también es un requisito de la Especificación S1000D. El sistema European Defence Standards Reference recomienda al STE como uno de los estándares de mejores prácticas para escribir documentación técnica que deberían aplicar todos los Estados miembros de la EDA (Agencia Europea de Defensa) en contratos de defensa. 
Hoy en día, el éxito del STE es tal que otras industrias lo utilizan más allá de su propósito inicial de documentación de mantenimiento y fuera de los ámbitos aeroespacial y de defensa. Se aplica con éxito en los sectores de la automoción, las energías renovables y la logística en alta mar, y ahora se está extendiendo aún más en el campo de los dispositivos médicos y el sector farmacéutico. El interés por el STE también está aumentando en el mundo académico (ingeniería de la información y su aplicación a la Lingüística Computational).

## Herramientas
Boeing desarrolló el verificador lingüístico Boeing Simplified English Checker (BSEC). Este verificador utiliza un sofisticado parser de 350 reglas, al que se añaden funciones especiales que verifican si los elementos cumplen con las reglas del inglés técnico simplificado.
HyperSTE es una herramienta Plugin propuesta por Etteplan para comprobar el cumplimiento de las reglas de gramática y escritura del STE
Congree ofrece un corrector de inglés técnico simplificado basado en algoritmos lingüísticos. Admite todas aquellas reglas de escritura del STE (séptima edición) que son relevantes para la redacción y brinda un diccionario integrado de inglés técnico simplificado.
El verificador de términos TechScribe para ASD-STE100 ayuda a los autores técnicos a identificar textos que no cumplan con las reglas de la especificación ASD-STE100.